# Nậm Nèn
Nậm Nèn là một xã thuộc huyện Mường Chà, tỉnh Điện Biên, Việt Nam.

## Địa lý
Xã Nậm Nèn có vị trí địa lý:
- Phía đông giáp huyện Tủa Chùa
- Phía tây giáp xã Hừa Ngài và xã Huổi Mí
- Phía nam giáp huyện Tủa Chùa và huyện Tuần Giáo
- Phía bắc giáp xã Pa Ham.

Xã Nậm Nèn có diện tích 35,74 km², dân số năm 2022 là 3.112 người, mật độ dân số đạt 87 người/km².

## Hành chính
Xã Nậm Nèn được chia thành 8 bản: Cứu Táng, Háng Trở, Hô Mức, Nậm Cút, Nậm Nèn I, Nậm Nèn II, Phiêng Đất A, Phiêng Đất B.

## Lịch sử
Ngày 25 tháng 8 năm 2012, Chính phủ ban hành Nghị quyết số 45/NQ-CP về việc thành lập xã Nậm Nèn trên cơ sở điều chỉnh 3.619,82 ha diện tích tự nhiên và 2.539 nhân khẩu của xã Pa Ham.
Ngày 6 tháng 12 năm 2019, HĐND tỉnh Điện Biên ban hành Nghị quyết số 148/NQ-HĐND về việc sáp nhập bản Hô Cút vào bản Háng Trở.